# MRPL15
MRPL15‏ (Mitochondrial ribosomal protein L15) هوَ بروتين يُشَفر بواسطة جين MRPL15 في الإنسان.